# Adolf Seebaß (Turner)
Karl Adolf Joachim Justus Seebaß (* 22. Februar 1890 in Bad Gandersheim; † 16. Juli 1964 in Göttingen) war ein deutscher Turner.
Adolf Seebaß nahm an den Olympischen Spielen 1912 in Stockholm teil. Mit der deutschen Mannschaft belegte er im Freien System den vierten und im Mannschaftsmehrkampf den fünften Platz. Seebaß studierte Philologie. 